# Retrato

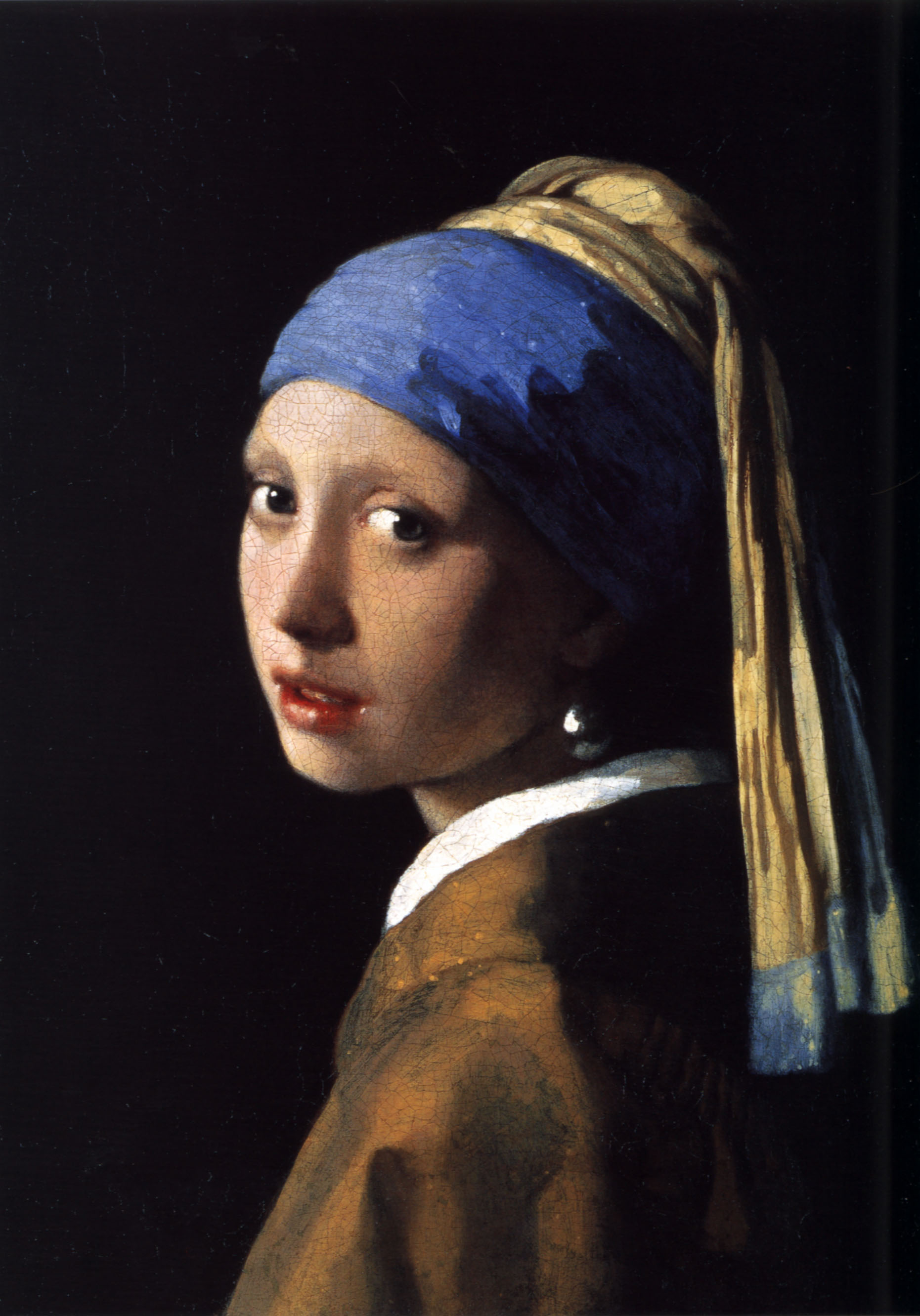
Rapariga com brinco de pérola, Johannes Vermeer, 1665.

O retrato é um gênero na pintura, ou na fotografia onde a intenção é descrever um sujeito humano. Os retratos frequentemente constituem importantes registros.
Historicamente, as pinturas de retratos representam os ricos e poderosos. Ao longo do tempo, no entanto, tornou-se mais comum para os mecenas de classe média encomendar retratos de suas famílias e colegas. Hoje, as pinturas de retratos ainda são encomendadas por governos, corporações, grupos, clubes e indivíduos. Além da pintura, retratos também podem ser feitos em outras mídias, como litografia e fotografia.

## Técnica e prática
Na maioria dos casos, retratos figuram um olhar sério e lábios fechados. Grande parte da expressão facial precisa ser criada através dos olhos e sobrancelhas. O autor e artista Gordon C. Aymar afirma que "os olhos são o lugar em que se busca a informação mais completa, confiável e pertinente". As sobrancelhas podem registrar, "quase por si, maravilha, piedade, susto, dor, cinismo, concentração, melancolia, desagrado e expectativa, em infinitas variações e combinações".
A pintura do retrato pode ser de "comprimento total", "meio comprimento", "cabeça e ombros" (também chamado de "busto"), ou "cabeça", bem como no perfil, "exibição de três quartos" ou " rosto cheio ", com diferentes direções de luz e sombra. Ocasionalmente, os artistas criaram retratos com múltiplas vistas, como o "Triple Portrait of Charles I" de Anthony van Dyck.  Há até alguns retratos onde a frente do objeto não é visível. O mundo de Christina de Andrew Wyeth (1948) é um exemplo famoso: ali, a pose da menina com deficiência se integra ao cenário em que ela é colocada para transmitir a interpretação do artista.
Retratos podem ser criados por várias técnicas artísticas, incluindo óleos, aquarela, caneta e tinta, lápis, carvão, pastel e meios mistos.
O tamanho geral do retrato é uma consideração importante. Chuck Close pintou retratos enormes para exibição em museus. Criar um retrato pode levar um tempo considerável, geralmente exigindo várias sessões. Cézanne, em um extremo, insistiu em mais de 100 sessões de seu modelo. Goya, por outro lado, preferiu um longo dia de sessão.  A média é de cerca de quatro.
Para composições complexas, o artista pode primeiro fazer um esboço completo a lápis, tinta, carvão ou óleo. Em muitos casos, o rosto é completado primeiro e o resto depois. Nos estúdios de muitos dos grandes artistas de retrato, o mestre faria apenas a cabeça e as mãos, enquanto as roupas e os aparatos seriam completados pelos seus principais aprendizes. Havia até especialistas externos que lidavam com itens específicos como cortinas e roupas, como Joseph van Aken. Alguns artistas nos últimos tempos usavam manequins ou bonecas para ajudar a estabelecer e executar a pose e a roupa. O uso de elementos simbólicos colocados ao redor do modelo (incluindo sinais, objetos domésticos, animais e plantas) foi frequentemente usado para transmitir o caráter moral ou religioso do sujeito.

## Regra dos terços
Os fotógrafos aprenderam com os artistas plásticos, a famosa regra dos terços, assim como os cineastas e a televisão.